# مطر مطر
مطر إبراهيم علي مطر (مواليد 3 مايو 1976) سياسي بحريني. شغل منصب نائب في مجلس النواب عن جمعية الوفاق الوطني الإسلامية من أكتوبر 2010 وحتى استقالته في فبراير 2011. ولد في قرية الديه لعائلة كبيرة مع وجهات نظر سياسية مختلفة. أكملت مطر دراسته الثانوية في البحرين وانتقل إلى الكويت لمواصلة التعليم الجامعي. بقي هناك حتى عام 2002 عندما عاد إلى البحرين وانضم جمعية الوفاق. كان مطر ناشط سياسي يعمل ضمن لجان في الجمعية ويجتمع مع المسؤولين الأجانب. في عام 2010 فاز بفارق كبير في الانتخابات النيابية ليصبح أصغر نائب منتخب لدائرة تمثل أكبر دائرة انتخابية في البلاد.
عندما بدأت الاحتجاجات في أوائل عام 2011 انضم مطر إلى الاحتجاجات وقام بعدة مقابلات مع وسائل الإعلام الدولية. بعد حملة الحكومة تقدم مطر مع أعضاء مجلس النواب السبعة عشر من جمعية الوفاق بالاستقالة من مجلس النواب. نظرا لنشاطه اعتقل من قبل السلطات في مايو. زعم أنه بقي في الحبس الانفرادي وتعرض للتعذيب أثناء احتجازه قبل الحصول على محاكمة أمام محكمة عسكرية. أفرج عنه في أغسطس وتمت تبرئته من التهم في فبراير 2012. اعتقاله وسوء المعاملة المزعومة وإطلاق سراحه أثار العديد من ردود الفعل الدولية من قبل الهيئات والمنظمات الدولية غير الحكومية مثل مكتب المفوضية السامية للأمم المتحدة لحقوق الإنسان والاتحاد البرلماني الدولي ومنظمة العفو الدولية وهيومن رايتس ووتش. بعد الإفراج عنه واصل مطر نشاطه السياسي.

## النشأة والسيرة
ولد مطر في قرية الديه بالبحرين في 3 مايو 1976. كان والده إبراهيم متزوج من ثلاث نساء ولديه 17 طفل بالإضافة إلى مطر الذي يأتي خامسا في الترتيب من أصل سبعة من أمه. الأسرة متنوعة في وجهات نظرها الأيديولوجية والسياسية فهم يتبعون التيارات اليسارية ووالإسلامية والشيوعية والمحافظة وليبرالية حسب تصريح أحد أفراد الأسرة. أفراد الأسرة ساسة نشطون ومعظمهم أعضاء في جمعيتي المعارضة وهما جمعية الوفاق الوطني الإسلامية الشيعية وجمعية العمل الوطني الديمقراطي العلمانية. كان مطر طفلا خجولا وذكيا. درس في مدرسة الرازي الابتدائية للبنين ثم في مدرسة جد حفص الإعدادية للبنين وبعد ذلك في مدرسة النعيم الثانوية للبنين حيث كان طالبا متوفقا في دراسته.
سافر إلى الكويت لمواصلة التعليم العالي. حصل على درجة الماجستير في علوم الحاسوب (الذكاء الاصطناعي) من جامعة الكويت. عندما بدأت الانتفاضة التسعينية في البحرين في عام 1994 غادر مطر إلى الكويت. عاد إلى البحرين في أعقاب المشروع الإصلاحي للملك حمد الذي خلف والده عيسى بن سلمان آل خليفة. في عام 2003 تزوج مطر من أمل حبيب طبيبة العيون التي تعمل في مستشفى السلمانية. أنجبا ابن أحمد (مواليد 2007) وابنة سارة (مواليد 2008).

## الحياة السياسية
انضم مطر إلى جمعية الوفاق الوطني الإسلامية في 2002 بعد عودته إلى البحرين. أسس مركز شباب وأصبح رئيسا له. كان أيضا عضوا في لجنة مراقبة ومكافحة التمييز في جمعيته حيث كان يشارك في كتابة تقارير حول التمييز في البحرين. وفقا لزميله خليل المرزوق كان مطر نشيطا وشعبيا داخل الجمعية. في عام 2008 شارك في خيارات لبرنامج زمالة الديمقراطية في الولايات المتحدة حيث التقى خلالها كونداليزا رايز التي تولت بعدها منصب وزيرة الخارجية حيث انتقد الولايات المتحدة لعدم محاسبة البحرين على التمييز في مقابل استضافة القاعدة البحرية الأمريكية. منذ عام 2009 عمل مطر مع مشروع الديمقراطية في الشرق الأوسط.
في أكتوبر 2010 ترشح مطر بنجاح من قبل جمعية الوفاق للانتخابات النيابية ليصبح أصغر عضو في مجلس النواب. الدائرة الانتخابية التي يمثلها هي الأولى في المحافظة الشمالية وهي الأكبر في البحرين بوجود حوالي 16 ألف نسمة. في الانتخابات السابقة عام 2006 فإن علي سلمان رئيس جمعية الوفاق الذين لم يخض الانتخابات الحالية قد فازت بالدائرة. فاز مطر من الجولة الأولى وبنسبة 85.72%.
أصبح مطر عضوا في لجنة الشؤون المالية حيث كان من أشد منتقدي الميزانية العسكرية. في ديسمبر قامت وزير الخارجية الأمريكية هيلاري كلينتون بزيارة البحرين عندما سألها مطر عن «استخدام نفوذ أميركا لوقف التدهور الحاد في الحقوق المدنية في المملكة». وأضاف: «في وقت ما نشعر أنه لا توجد خطوط حمراء أو قيود بين الولايات المتحدة وحلفائها». منذ ذلك الحين أصبح سياسي معروفة و«الناقد المعتدل للحكومة البحرينية السنية». في الفيلم الوثائقي الصادر عام 2011 البحرين: صراخ في الظلام وصفت قناة الجزيرة الإنجليزية مطر ب«أنه الأقرب في البحرين ليكون ممثل الشعب».

## الاحتجاجات

### الخلفية
ابتداء من فبراير 2011 شهدت البحرين احتجاجات مستدامة مؤيدة للديمقراطية وتركزت في دوار اللؤلؤة في العاصمة المنامة كجزء من الربيع العربي الأوسع. ردت السلطات بغارة ليلية في 17 فبراير (المشار إليها لاحقا من قبل المتظاهرين بالخميس الدامي) أدت إلى مقتل أربعة متظاهرين وإصابة أكثر من 300 متظاهر. في مارس أعلنت الأحكام العرفية ودخلت قوات درع الجزيرة البلد لحمايتها من المتظاهرين. على الرغم من الحملة الصعبة والحظر الرسمي فقد استمرت الاحتجاجات.

### دوره
كان مطر بين المتظاهرين في دوار اللؤلؤة. كما شارك في عدد من الاحتجاجات الأخرى وقام بتشجيع الشباب على القيام بذلك. في 17 فبراير قدم مطر وسبعة عشر عضو وفاقي آخر استقالتهم الجماعية من مجلس النواب احتجاجا على الحملة التي تشنها الحكومة لمكافحة المظاهرات المناهضة للحكومة. شارك مطر في تنظيم محادثات مع الحكومة. كان مطر صريحا ضد انتهاكات الحكومة لحقوق الإنسان وإعطاء مقابلات لمنظمات حقوق الإنسان ووسائل الإعلام الأجنبية بما في ذلك في 26 أبريل مع قناة الجزيرة الإنجليزية بشأن اعتقال عدد من العاملين في مجال الصحة ومقابلة أخرى في 1 مايو مع بي بي سي حيث دعا إلى «إنشاء دولة ديمقراطية علمانية في البحرين». كما قدم أيضا مقابلات مع رويترز وفرانس 24.
في 28 أبريل بث تلفزيون البحرين التي تسيطر عليه الدولة لقطات ل«قتل اثنان من ضباط الأمن» كما تم بث أحد البرامج سلسلة من اعترافات المتظاهرين المسجونين. قال علي صقر المتظاهر المسجون أن مطر طلب منه قتل رجال الشرطة. مات صقر من التعذيب في وقت سابق من أبريل أثناء الاحتجاز (تم عرض لقطات بعد أكثر من أسبوعين من وفاة صقر). بعد بث البرنامج قال مطر أنه يشعر بالقلق من «أنهم (الحكومة) يستعدون للقيام بشيء ضده». نظرا لتصرفاته خلال الاحتجاجات فإن مطر أصبح «هدف للحكومة».

### الاعتقال وسوء المعاملة المزعومة
قالت عائلته أنه في 2 مايو وبعد مطاردة للسيارة ألقي القبض على مطر من قبل قوات أمن يرتدون ملابس مدنية وملثمين بينما كان برفقة زوجته. ذكرت قناة الجزيرة الإنجليزية أن مطر اضطر تحت تهديد السلاح لركوب سيارة لا تحمل علامات. قالت زوجته أمل في مقابلة مع قناة الجزيرة الإنجليزية: «كنا مطاردين في الشارع من قبل رجال ملثمين يرتدون ملابس مدنية مع مدافع رشاشة. حاصرونا في زاوية في الشارع وأخرجوه من سيارته أمام عيني مع توجيه فوهة البندقية نحو رأسه».
في وقت لاحق أخذ مطر إلى مكان مجهول. وفقا ل«مصادر وسائل الإعلام ومنظمات حقوق الإنسان» فقد احتجز في الحبس الانفرادي حتى 12 يونيو وسمح لعائلته بزيارته بعد عشرة أيام. خلال الزيارة قال مطر أنه لم يتعرض لمعاملة سيئة ولكن الناشط في حقوق الإنسان نبيل رجب قال أن مطر تعرض للضرب بعد ذلك. قال شاهد عيان أنه سمع صراخ وضرب مطر في 10 مايو بينما كان محتجزا للتحقيق معه في ثكنة عسكرية في الرفاع. أضاف الشاهد أنه سمع حراس ينطقون باسم مطر وشاهده وهو «مكبل اليدين ووجود دم على ملابسه». بعد الإفراج عنه قال مطر أنه تعرض للتعذيب وقدم شكوى بخصوص ذلك وفي شهادة لمنظمة العفو الدولية قال:
نفت حكومة البحرين احتجاز مطر في الحبس الانفرادي. قالوا أن «المعلومات بشأن اختفاء السيد مطر بعد اعتقاله غير صحيحة» وأنها قد اتبعت المعايير الدولية لحقوق الإنسان. أضافوا أنه سمح لمطر بالاتصال بأسرته ومحاميه وبأن منح «الضمانات القانونية» وفقا للقانون المحلي. كما ذكروا أن مطر قد فقد حصانته النيابية بعد قبول استقالته في 29 مارس. لم تقم الحكومة بالرد على مزاعم سوء المعاملة كما أنها لم تقدم معلومات أخرى عن طريق مكتب المفوضية السامية للأمم المتحدة لحقوق الإنسان الذي طلب نتائج التحقيق والفحص الطبي. أيضا أصر كاسوم تابو رئيس لجنة حقوق الإنسان للبرلمانيين للاتحاد البرلماني الدولي أن مطر كان عضو في مجليس النواب «في وقت الاحتجاجات ووقت اعتقاله».

#### المحاكمة
في 12 يونيو حوكم مطر من قبل محكمة عسكرية تسمى محكمة السلامة الوطنية. جواد فيروز الناب الوفاقي الآخر المستقيل اعتقل أيضا في 2 مايو بتهمة «التحريض العلني لتغيير النظام وتعمد نشر الشائعات المغرضة بالإضافة إلى المشاركة في التجمعات العامة» حسبما ذكرت وكالة أنباء البحرين التي تديرها الدولة. نفى مطر التهم الموجهة إليه. الجلسة الثانية لمحاكمته كانت في 21 يونيو لكنه لم يتم احضاره للمحكمة. ضد رغبات محاميه رفض القاضي تأجيل محاكمة مطر قائلا أنها قضية صغيرة ولا تتطلب حضوره. كانت الجلسة الثالثة في 5 يوليو. أطلق سراح مطر وفيروز في 7 أغسطس لكن قضاياهم لا تزال مستمرة. في 20 فبراير 2012 تمت تبرئة مطر من جميع التهم من قبل المحكمة الجنائية الابتدائية. في وقت لاحق من هذا الشهر رفع حظر سفره وسمح له بالسفر إلى واشنطن العاصمة لحضور حفل جوائز بوميد السنوي.

### ردود الفعل

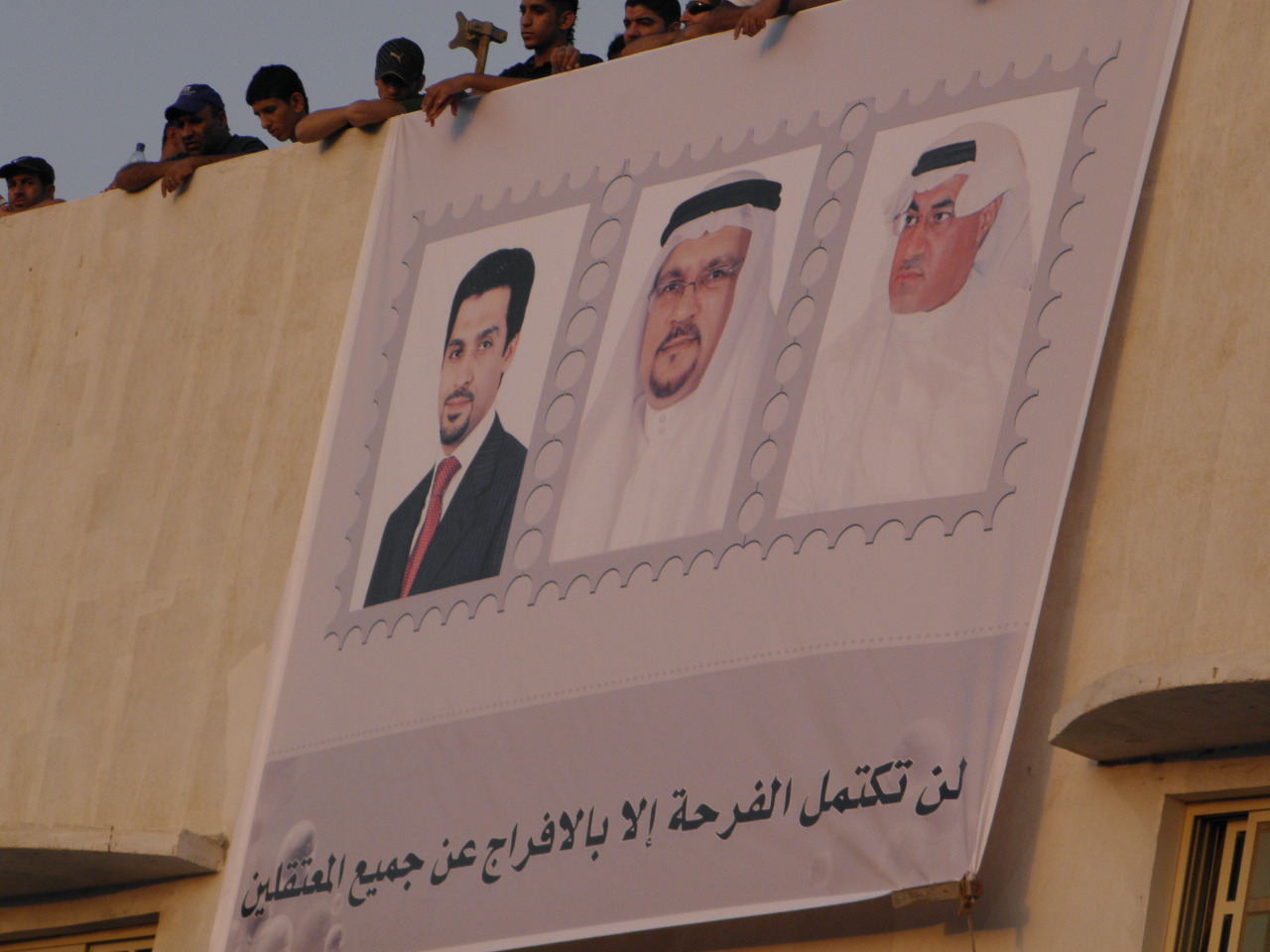
لافتة تدعو إلى الإفراج عن مطر (يسار) وجواد فيروز (وسط).

قال مطر أن الغرض من اعتقاله الضغط على جمعية الوفاق. تكهن محللون أن الإفراج كان «محاولة لنزع فتيل التوترات في البلاد». أعربت مفوضية الأمم المتحدة السامية لحقوق الإنسان عن قلقها إزاء سوء المعاملة المزعومة لمطر والغياب المزعوم لمحاميه وعدم الحصول على ضمانات لمحاكمة عادلة. في أكتوبر 2012 أعرب الاتحاد البرلماني الدولي عن قلقه من أن السلطات لم تبدأ ملاحقة من يقفون وراء سوء المعاملة المزعومة لمطر وفيروز.
أعربت منظمة العفو الدولية عن قلقها بشأن اعتقال مطر وفيروز وطلبت من السلطات حمايتهم من سوء المعاملة. رحب المنظمة غير الحكومية التي يقع مقرها في المملكة المتحدة بالإفراج عنهما قائلة أنه الأوان فات. أعلنت منظمة هيومن رايتس ووتش عن قلقها على النائبين السابقين. قال جو ستورك من منظمة مراقبة حقوق الإنسان: «هذه الاعتقالات الأخيرة لاثنين من أعضاء المجلس النيابي عن جمعية الوفاق تناسب نمط من الرجال الملثمين باختطاف المواطنين البحرينيين الذين ينتقدون الحكومة». أعربت منظمة الكرامة لحقوق الإنسان السويسرية عن قلقها إزاء اعتقال وسوء المعاملة المحتملة للإثنين ورحبت في وقت لاحق بتبرئة مطر. العالم الأمريكي جون فارمر الابن ومايكل برونر كتبا مقالا في صحيفة واشنطن بوست يطلبان من الولايات المتحدة الضغط من أجل الإفراج عن مطر.

### استمرار النشاط
بعد الإفراج عنه واصل مطر الأنشطة المؤيدة للديمقراطية من خلال تأليف عدد من الكتب وكتابة المقالات حول الوضع في البحرين وشهادته أمام لجنة الكونغرس الأمريكي في مجال حقوق الإنسان. في عام 2012 منحه مشروع الديمقراطية في الشرق الأوسط جائزة قادة الديمقراطية. في عام 2013 شارك في تأليف مقال بعنوان «الرمال المتحركة في البحرين» لمؤسسة كارنيغي للسلام الدولي وكان عريف حفل الصندوق الوطني للحدث الديموقراطي بعنوان «فهم الصراع من أجل السلطة وعملية التحول الديمقراطي في البحرين».